# 앨런 블룸
앨런 블룸(Allan Bloom, 1930년 9월 14일 - 1992년 10월 7일) 은 미국의 철학가, 고전 연구가다. 그는 데이비드 그렌, 레오 스트라우스, 리처드 맥킨, 알렉상드르 코제브 밑에서 공부했다. 코넬 대학교, 시카고 대학교 등에서 가르쳤다. 미국의 교육 제도에 대한 비평가로써 유명하다. 1987년 대표작은 《미국 정신의 종말》이 있다. 그는 현대 미국 고등교육에 대한 비판으로 유명해졌다.
대중 매체에서는 보수주의자로 알려져 있지만, 자신은 부인했다.
그는 미래 세대를 위해 철학적 삶의 방식을 보존하는 데 관심이 있었다. 그는 학문적인 글과 대중적인 글 모두를 통해서 이것을 하려고 노력했다. 저술은 학문(예: 플라톤의 《국가》)과 대중적 정치 논평(예: 《미국 정신의 종말》) 두 가지 범주로 나눌 수 있다. 표면적으로는 이게 타당한 구별이지만, 블룸 작품에 관한 면밀한 검토는 그의 철학관과 정치 생활에서 철학자 역할을 반영하는 두 종류 표현 사이 직접적인 연관성을 드러낸다.
《미국 정신의 종말》은 1987년 블룸이 대학들이 학생들의 요구를 충족시키지 못하는 것에 대한 에세이를 '내셔널 리뷰'에 발표한 지 5년 만에 출간됐다. 시카고 대학의 동료인 사울 벨로우의 격려로, 그는 미국 대학의 고등교육 현황을 비판적으로 반영하는 책인 "내가 살아온 삶에 대하여"로 그의 생각을 확장시켰다. 그의 친구들과 숭배자들은 이 작품이 꽤 성공적일 것이라고 상상했는데, 예상 밖의 베스트 셀러가 되었고, 결국 하드백으로 50만 부 가까이 팔렸다.
《미국 정신의 종말》에서 블룸은 철학과 인문학의 근대적 운동을 비판한다. 평범한 언어 분석이나 논리적 실증주의에 관여하는 철학 교수들은 중요한 윤리적, 정치적 이슈를 무시하고 학생들의 흥미를 자극하지 못한다. 해체주의에 관여하는 문학 교수들은 비합리주의와 진리의 표준에 대한 회의론을 조장하여 진정한 철학을 통해 전달되고 그들과 함께 일하는 사람들의 지성을 높이고 넓히는 도덕적 의무들을 해체한다. 블룸의 비판은 상당 부분 서구 사상의 '위대한 책'이 지혜의 원천으로 평가절하되었다는 그의 신념을 중심으로 전개된다. 블룸의 비판은 대학을 넘어 미국 사회의 전반적인 위기에까지 이른다. '미국인의 마음의 종결'은 미국과 바이마르 공화국 사이에 유사점을 끌어낸다. 그는 현대 자유주의 철학이 계몽주의 사상에 깃든 존 로크(미국 사상에서의 상대주의의 출현과 맞물려 정의로운 사회는 사리사욕에만 근거할 수 있다는 것)의 사상에 깃든 것이 이러한 위기를 초래했다고 말한다.
블룸에게 이것은 미국인들의 영혼에 공허한 공간을 만들었고, 1960년대 학생 지도자들이 모범으로 삼은 선동가들이 도약할 수 있었다. (블룸은 같은 방식으로, 한때 바이마르 공화국이 독일 사회에서 창출한 틈새를 나치가 메웠다고 제안한다.) 두 번째 사례에서, 그는 철학과 이성이 사상의 자유로 이해되는 더 높은 소명은 사이비 철학, 즉 사상의 이데올로기에 의해 가려져 왔다고 주장했다. 상대주의는 플라톤-소크라테스식의 교육을 전복시킨 현대 자유주의 철학의 특징 중 하나이다.
블룸이 대학이나 사회 전반에서 놀이하는 현대 사회 운동에 대해 비판한 것은 그의 고전적이고 철학적인 성향에서 비롯된 것이다. 블룸에게 있어 현대 자유주의 교육의 실패는 현대 학생들의 무균한 사회와 성적 습관으로 이어지고, 성공이라고 선전하는 일상적인 헌신을 넘어 스스로 삶을 꾸리지 못하는 무능함으로 이어진다. 블룸은 상업적 추구들이 사랑, 진리에 대한 철학적인 추구, 혹은 명예와 영광의 문명적 추구보다 더 높이 평가되었다고 주장한다.

## 저서
- Confronting the Constitution ; The Challenge to Locke, Montesquieu, Jefferson, And the Federalists from Utilitaraianism, Historicism, Marxism, Feudalism, Pragmatism, Existentialism...
- Closing of the American Mind

## 같이 보기
- 미국 철학